# Tindaria derjugini
Tindaria derjugini — вид двостулкових молюсків родини Tindariidae. Це морський демерсальний вид, що мешкає на півночі Атлантичного океану біля берегів Канади та Європи.